# 2019冠状病毒病法属圣马丁疫情
2019冠状病毒病法属圣马丁疫情，介绍在2019冠状病毒病疫情中，在法屬聖馬丁发生的情况。2019冠状病毒病于2020年3月1日波及法属圣马丁。

## 时间轴
3月1日，一对来自圣马丁岛法属部分的夫妇被诊断出感染新冠病毒，他们住在附近的聖巴泰勒米的儿子的病毒检测结果也呈阳性。   